# Lotononis pallens
Lotononis pallens är en ärtväxtart som beskrevs av George Bentham. Lotononis pallens ingår i släktet Lotononis och familjen ärtväxter. Inga underarter finns listade i Catalogue of Life.